# Miguel Trefaut Rodrigues
Miguel Trefaut Urbano Rodrigues é um herpetólogo brasileiro, nascido em 1953. Diplomou-se pela Université Paris VII - Diderot e doutorou-se pela Universidade de São Paulo. Atualmente trabalha como Professor Titular no Departamento de Zoologia do Instituto de Biociências da Universidade de São Paulo. É filho de Miguel Urbano Rodrigues, jornalista e ex-Editor do jornal O Estado de São Paulo durante os tempos da ditadura.

## Táxons nomeados em sua homenagem
- Burlemarxia rodriguesii Menezes & Semir,  1991 (Monocotyledoneae, Velloziaceae)
- Cycloramphus migueli Heyer, 1988 (Anura, Cycloramphidae)
- Glaphyropoma rodriguesi de Pinna, 1992 (Siluriformes, Trichomycteridae)
- Liotyphlops trefauti Freire, Caramaschi & Argolo, 2007 (Squamata, Anomalepididae)
- Pantepuisaurus rodriguesi Kok, 2009 (Squamata, Gymnophthalmidae)
- Trichomycterus trefauti Wosiacki, 2004 (Siluriformes, Trichomycteridae)

## Táxons descritos por ele
- Acratosaura spinosa Rodrigues, Cassimiro, Freitas & Santos-Silva, 2009
- Acratosaura Rodrigues, Pellegrino, Dixo, Verdade, Pavan, Argolo & Sites, 2007
- Alexandresaurus  Rodrigues, Pellegrino, Dixo, Verdade, Pavan, Argolo & Sites, 2007
- Alexandresaurus camacan Rodrigues, Pellegrino, Dixo, Verdade, Pavan, Argolo & Sites, 2007
- Amphisbaena arda Rodrigues, 2003
- Amphisbaena ibijara Rodrigues & Andrade, 2003
- Amphisbaena supernumeraria Mott, Rodrigues & dos Santos, 2009
- Amphisbaena uroxena Mott, Rodrigues, De Freitas & Silva, 2008
- Anolis philopunctatus Rodrigues, 1988
- Apostolepis arenaria Rodrigues, 1993
- Apostolepis gaboi Rodrigues, 1993
- Atractus zidoki Gasc & Rodrigues, 1979
- Bachia micromela Rodrigues, Pavan & Curcio, 2007
- Bachia oxyrhina Rodrigues, Camacho, Sales Nunes, Sousa Recoder, Teixeira Jr., Valdujo, Ghellere, Mott & Nogueira, 2008
- Bachia psamophila Rodrigues, Pavan & Curcio, 2007
- Bothrops marmoratus da Silva & Rodrigues, 2008
- Calyptommatus confusionibus Rodrigues, Zaher & Curcio, 2001
- Calyptommatus leiolepis Rodrigues, 1991
- Calyptommatus nicterus Rodrigues, 1991
- Calyptommatus sinebrachiatus Rodrigues, 1991
- Calyptommatus Rodrigues, 1991
- Caparaonia Rodrigues, Cassimiro, Pavan, Curcio, Verdade & Pellegrino, 2009
- Caparaonia itaiquara Rodrigues, Cassimiro, Pavan, Curcio, Verdade & Pellegrino, 2009
- Cycloramphus acangatan Verdade & Rodrigues, 2003
- Dryadosaura nordestina Rodrigues, Xavier Freire, Machado Pellegrino & Sites, 2005
- Enyalius erythroceneus Rodrigues, De Freitas, Santos Silva & Viña Bertolotto, 2006
- Eurolophosaurus Frost, Rodrigues, Grant & Titus, 2001
- Eurolophosaurus amathites Rodrigues, 1984
- Eurolophosaurus divaricatus Rodrigues, 1986
- Eurolophosaurus nanuzae Rodrigues, 1981
- Gastrotheca pulchra Caramaschi & Rodrigues, 2007
- Gonatodes tapajonicus Rodrigues, 1980
- Gymnodactylus vanzolinii Cassimiro & Rodrigues, 2009
- Heterodactylus septentrionalis Rodrigues, Freitas & Silva, 2009
- Hylodes dactylocinus Pavan, Narvaes & Rodrigues, 2001
- Hypsiboas exastis (Caramaschi & Rodrigues, 2003)
- Leposoma baturitensis Rodrigues & Borges, 1997
- Leposoma ferreirai Rodrigues & Avila-Pires, 2005
- Leposoma nanodactylus Rodrigues, 1997
- Leposoma puk Rodrigues, 2002
- Mabuya agmosticha Rodrigues, 2000
- Micrablepharus atticolus Rodrigues, 1996
- Nothobachia ablephara Rodrigues, 1984
- Phimophis chui Rodrigues, 1993
- Phimophis scriptorcibatus Rodrigues, 1993
- Phyllopezus periosus Rodrigues, 1986
- Procellosaurinus erythrocercus Rodrigues, 1991
- Procellosaurinus tetradactylus Rodrigues, 1991
- Procellosaurinus Rodrigues, 1991
- Psilophthalmus paeminosus Rodrigues, 1991
- Scriptosaura catimbau Rodrigues & Maranhão dos Santos, 2008
- Stenocercus quinarius Nogueira & Rodrigues, 2006
- Stenocercus squarrosus Nogueira & Rodrigues, 2006
- Strabomantis aramunha Cassimiro, Verdade & Rodrigues, 2008
- Tropidurus cocorobensis Rodrigues, 1987
- Tropidurus erythrocephalus Rodrigues, 1987
- Tropidurus insulanus Rodrigues, 1987
- Tropidurus itambere Rodrigues, 1987
- Tropidurus montanus Rodrigues, 1987
- Tropidurus mucujensis Rodrigues, 1987
- Tropidurus oreadicus Rodrigues 1987
- Tropidurus pinima Rodrigues, 1984
- Tropidurus psammonastes Rodrigues, Kasahara, Yonenaga-Yasuda, 1988
- Typhlops amoipira Rodrigues & Juncá, 2002
- Typhlops yonenagae Rodrigues, 1991